# Indiase wielewaal
De Indiase wielewaal (Oriolus kundoo) is een zangvogel uit de familie Oriolidae (Wielewalen en vijgvogels). De soort werd in 1832 wetenschappelijk beschreven door William Henry Sykes, een luitenant-kolonel in het Britse leger in India.

## Verspreiding en leefgebied
Deze soort komt voor van zuidelijk Kazachstan tot oostelijk China, zuidelijk en centraal Afghanistan, noordelijk Pakistan, Nepal en centraal India.

## Status
De grootte van de populatie is niet gekwantificeerd maar de soort wordt omschreven als vrij algemeen tot plaatselijk algemeen. Op de Rode lijst van de IUCN heeft deze soort de status niet bedreigd.